# Hymn Luksemburga
Ons Hémécht (luks. „Nasza ojczyzna”) – hymn państwowy Luksemburga zatwierdzony w 1895 roku. Słowa pieśni w 1864 r. napisał Michael Lentz, muzykę skomponował Jean-Antoine Zinnen. Z czterech zwrotek przeważnie śpiewa się pierwszą i ostatnią. Oprócz hymnu Ons Hémécht Luksemburg posiada hymn królewski – Wilhelmus, związany z rodziną panującą.
Ons Hémécht
Wou d'Uelzecht durech d'Wisen zéit,

Duerch d'Fielsen d'Sauer brëcht.

Wou d'Rief laanscht d'Musel dofteg bléit,

Den Himmel Wäin ons mëcht.

Dat as onst Land, fir dat mir géif,

Heinidden alles won.
Nasza ojczyzna
Gdzie Alzette płynie wśród łąk,

Sure przedziera się przez skały,

gdzie pachnąca winorośl rośnie nad Mozelą,

a niebo obiecuje nam wino,

tam jest nasza ziemia, dla której ochoczo

odważymy się na wszystko.